# Dževad Karahasan
Dževad Karahasan (ur. 25 stycznia 1953 w Duvnie, zm. 19 maja 2023 w Grazu) – bośniacki pisarz, eseista i dramaturg.

## Życiorys
W rodzinnej miejscowości Duvno ukończył szkołę podstawową i średnią. W Sarajewie studiował literaturę i teatroznawstwo, a następnie na uniwersytecie w Zagrzebiu uzyskał tytuł doktora nauk filologicznych. Pracował jako dramaturg Teatru Narodowego w Zenicy, był redaktorem pisma „Odjek”. Wybuch wojny w Bośni w 1992 zastał go na stanowisku profesora Akademii Teatralnej w Sarajewie, został następnie jej dziekanem. W 1993 wyjechał wraz z rodziną do Austrii.
Pisze powieści, opowiadania, dramaty teatralne, eseje; jest reżyserem teatralnym, choć działa także jako krytyk teatralny. Wydał m.in. tom studiów krytycznych Kazalište i kritika (Teatr i krytyka, 1980) oraz powieści Kraljevske legende (Legendy królewskie, 1980) i Istočni divan (Dywan wschodni, 1989).
Obok działalności literackiej prowadzi także działalność dziennikarską publikując swe artykuły, poświęcone głównie kwestiom tożsamości bośniackiej, w prasie europejskiej. Za swą pracę został wyróżniony nagrodą Charlesa Veillona oraz Nagrodą Herdera.
Do najważniejszych jego dzieł należy powieść Istočni divan (Dywan wschodni), traktująca o losach sufickiego męczennika i świętego Al-Halladża. Jest to swoiste studium życia arabskiego twórcy, myśliciela i aforysty, osadzone w wiernie zrekonstruowanej scenerii Bagdadu z IX w. Za książkę Dnevnik selidbe (Dziennik przesiedlenia, 1994), otrzymał Europejską Nagrodę Literacką za esej. Jest to opowieść o oblężonym Sarajewie oraz życiu ludzi w nieludzkim czasie, przesycona ogólniejszymi refleksjami, dotyczącymi wojny w Bośni oraz stosunku Europy Zachodniej do wydarzeń na Bałkanach.
Książka Dnevnik selidbe, poszerzona o kilka esejów została wydana w Polsce pod tytułem Sarajewska sevdalinka w przekładzie D. Cirlić-Straszyńskiej i J. Pomorskiej, Sejny 1995.
W 2010 otrzymał literacką nagrodę Vilenica.